# Arcadi d'Arquer i Vives de Balaguer
Arcadi d'Arquer i Vives de Balaguer (Barcelona, 1867 — 30 de setembre de 1931) fou un aristòcrata, polític, empresari i financer català.

## Biografia
Pertanyia a la família Goscons de Ca l'Arquer (Arenys de Munt) i era membre de l'Agrupación de la Nobleza. Es llicencià en filosofia a Anglaterra, i en tornar es va vincular a l'entorn del rei Alfons XIII, qui el nomenà Gentilhombre de cámara con ejercicio. Això li va permetre cultivar l'amistat personal amb gent com el comte de Romanones, Antoni Maura i el marquès de Comillas. Fou vicepresident de l'Associació de metalls del Foment del Treball Nacional i el 1917 membre de la Comissió del Museu Industrial de Foment. També fou vicepresident de la Secció de la Indústria de Ploms a la Cambra de Comerç, Indústria i Navegació de Barcelona, president del consell de la Caixa d'Estalvis i Mont de Pietat de Barcelona, membre de la Societat Econòmica Barcelonesa d'Amics del País. També finançà nombroses obres filantròpiques i reuní una important col·lecció de pintura antiga, assessorat per Lluís Plandiura i Pou i Antoni Garcia i Llansó. De 1920 a 1922 fou director del Diario de Barcelona.
Fou un important membre del Círculo Monárquico Conservador de Barcelona. Durant la crisi generada durant l'Assemblea de Parlamentaris i la posterior vaga general de 1917 fou una peça clau per aproximar políticament Alfons XIII amb Francesc Cambó. El 1918 participà en la fundació de la Unión Monárquica Nacional, amb la que fou elegit regidor de l'Ajuntament de Barcelona pel Districte 4 en 1920.
El 1919 fou nomenat cap superior de l'administració civil de l'Estat i governador civil de la província de Sòria. Després va donar suport la dictadura de Primo de Rivera. Durant aquest període fou diputat de la Diputació de Barcelona i el 1928 vicepresident de la Junta Provincial de la Unión Patriótica. Fou distingit amb la Creu de Carles III.
Es va casar amb Tomasa Cladellas i Echevarría.